# Parapenaeopsis uncta
Parapenaeopsis uncta är en kräftdjursart som beskrevs av Alcock 1905. Parapenaeopsis uncta ingår i släktet Parapenaeopsis och familjen Penaeidae. Inga underarter finns listade i Catalogue of Life.